# Spider-Man (seriál, 2017)
Spider-Man (v anglickém originále Marvel's Spider-Man nebo zkráceně též Spider-Man) je americký animovaný sci-fi televizní seriál založený na komiksech o Spider-Manovi a vytvořený Kevinem Shinickem. Seriál, který je náhradou za předchozí seriál Dokonalý Spiderman, měl v USA premiéru 19. srpna 2017 na stanici Disney XD.
25. ledna 2018 televize Disney XD oznámila, že seriál dostane druhou řadu, která měla premiéru 18. června 2018.
30. března 2019 byl seriál prodloužen o třetí řadu, která měla premiéru 19. dubna 2020 a nese název Marvel's Spider-Man: Maximum Venom. Třetí řada bude obsahovat 6 hodinových speciálů.
V Česku měl seriál premiéru 16. září 2017 na stanici Disney Channel.

## Příběh
Nejistý, ale odvážný a chytrý teenager Peter Parker získá po kousnutí radioaktivním pavoukem super sílu. Stává se hrdinou známý pod jménem Spider-Man. Musí se vyrovnat nejen se svou nově nabitou schopností, ale i smrtí svého strýce a nástupem na novou střední školu.
Ve druhé řadě začne Peter Parker pracovat pro Daily Bugle a bude bojovat s Doctorem Octopusem. Tato řada adaptuje příběh komiksu The Superior Spider-Man, kde Doctor Octopus převezme kontrolu na Spider-Manovym tělem, když uvězní jeho mysl ve stroji zvaném Living Brain.
Ve třetí řadě Venom přinese novou hrozbu pro lidstvo z jeho planéty.

## Obsazení

### Hlavní postavy
| Postava | Původní dabing                                      | Český dabing       | Řady            | Řady            | Řady            |
| Postava | Původní dabing                                      | Český dabing       | 1               | 2               | 3               |
| --- | --------------------------------------------------- | ------------------ | --------------- | --------------- | --------------- |
| Peter Benjamin Parker / Spider-Man / Venomizovaný Spider-Man                                                       | Robbie Daymond                                      | Daniel Krejčík     | hlavní          | hlavní          | hlavní          |
| Harold Theopolis „Harry“ Osborn / Hobgoblin / Venomizovaný Hobgoblin                                               | Max Mittelman                                       | Jindřich Žampa     | hlavní          | vedlejší        | vedlejší        |
| Miles Gonzalo Morales / Spider-Kid / Ultimátní Spider-Man / Kid Arachnid / Spider-Man / Spy-D / Venomizovaný Spy-D | Nadji Jeter                                         | Robin Pařík        | hlavní          | hlavní          | hlavní          |
| Anya Sofia Corazonová / Spider-Girl / Venomizovaná Spider-Girl                                                     | Melanie Minichino                                   | Patricie Soukupová | hlavní          | hlavní          | hlavní          |
| Max Modell | Fred Tatasciore                                     | Zdeněk Mahdal      | hlavní          | hlavní          | hlavní          |
| Gwendolyn Maxine „Gwen“ Stacyová / Spider-Gwen / Spider-Woman / Ghost Spider / Venomizovaná Ghost-Spider           | Laura Bailey                                        | Adéla Nováková     | hlavní          | hlavní          | hlavní          |
| teta Maybelle „May“ Reilly Parkerová                                                                               | Nancy Linari                                        | Tereza Bebarová    | hlavní          | hlavní          | hlavní          |
| strýček Benjamin „Ben“ Parker (†)                                                                                  | Patton Oswalt                                       | Jakub Saic         | hlavní          | hlavní          | Does not appear |
| Adrian Toomes / Vulture / Goblin King                                                                              | Alastair Duncan                                     | Radek Hoppe        | hlavní          | hlavní          | Does not appear |
| Raymond Warren / Jackal                                                                                            | John DiMaggio                                       | bude oznámeno      | hlavní          | Does not appear | hostující       |
| doktor Otto Günther Octavius / Doctor Octopus / Superior Spider-Man (†)                                            | Scott Menville Robbie Daymond (Superior Spider-Man) | Jan Rimbala        | vedlejší        | hlavní          | hostující       |
| J. Jonah Jameson                                                                                                   | Bob Joles                                           | bude oznámeno      | Does not appear | hlavní          | Does not appear |
| Grady Scraps | Scott Menville                                      | bude oznámeno      | Does not appear | hostující       | hlavní          |
| symbiont Venom / V-252 / Maximum Venom (†)                                                                         | Benjamin Diskin                                     | Roman Hajlich      | hostující       | Does not appear | Does not appear |
| symbiont Venom / V-252 / Maximum Venom (†)                                                                         | Ben Pronsky                                         | bude oznámeno      | Does not appear | vedlejší        | hlavní          |
| doktor Curtis „Curt“ Connors / Lizard                                                                              | Yuri Lowenthal                                      | bude oznámeno      | hostující       | Does not appear | hlavní          |

### Vedlejší a hostující postavy
| Postava                                                                               | Původní dabing | Řady            | Řady            | Řady            |
| Postava                                                                               | Původní dabing | 1               | 2               | 3               |
| ------------------------------------------------------------------------------------- | --- | --------------- | --------------- | --------------- |
| Eugene „Flash“ Thompson                                                               | Benjamin Diskin | vedlejší        | vedlejší        | Does not appear |
| Spencer Smythe                                                                        | Benjamin Diskin | vedlejší        | Does not appear | Does not appear |
| Norman Virgil Osborn / Stealth Spider / Spider-King / Hobgoblin / Dark Goblin         | Josh Keaton Max Mittelman (Hobgoblin) | vedlejší        | Does not appear | hostující       |
| John Jameson / Man-Wolf                                                               | Josh Keaton | hostující       | Does not appear | Does not appear |
| Oliver „Ollie“ Osnick / Steel Spider                                                  | Josh Keaton | hostující       | Does not appear | Does not appear |
| Joe Quesada                                                                           | Joe Quesada | hostující       | hostující       | Does not appear |
| Robert Bruce Banner / Hulk                                                            | Kevin Shinick (Bruce Banner) Fred Tatasciore (Hulk) | hostující       | hostující       | hostující       |
| Brock Rumlow / Crossbones                                                             | Fred Tatasciore | hostující       | hostující       | Does not appear |
| Abner Jenkins / Beetle                                                                | Fred Tatasciore | Does not appear | hostující       | Does not appear |
| Elizabeth „Liz“ Allanová / Screwball                                                  | Natalie Lander | vedlejší        | hostující       | Does not appear |
| Bonesaw McGee                                                                         | Steven Blum | hostující       | Does not appear | Does not appear |
| Herman Schultz / Shocker                                                              | Cameron Boyce | hostující       | Does not appear | Does not appear |
| Clayton Cole / Clash                                                                  | Yuri Lowenthal | hostující       | Does not appear | Does not appear |
| Nocturnal                                                                             | Yuri Lowenthal | Does not appear | hostující       | Does not appear |
| Flint Marko / Sandman (†)                                                             | Travis Willingham | hostující       | Does not appear | Does not appear |
| Thor Odinson / Thor / Venomizovaný Thor                                               | Travis Willingham | Does not appear | Does not appear | hostující       |
| Keemia Marko / Sandgirl                                                               | Sofia Carson | hostující       | hostující       | Does not appear |
| Alistair Smythe / Spider-Slayer                                                       | Jason Spisak | vedlejší        | hostující       | Does not appear |
| MacDonald „Mac“ Gargan / Scorpion                                                     | Jason Spisak | hostující       | hostující       | Does not appear |
| Aleksei Sytsevich / Rhino                                                             | Matthew Mercer | vedlejší        | hostující       | hostující       |
| Kevin Wyatt                                                                           | Robbie Daymond | hostující       | Does not appear | Does not appear |
| Sergei Kravinoff / Lovec Kraven                                                       | Troy Baker | hostující       | Does not appear | Does not appear |
| Carl „Crusher“ Creel / Absorbing Man                                                  | Gregg Berger | hostující       | Does not appear | Does not appear |
| Joseph / Hammerhead                                                                   | Jim Cummings | vedlejší        | hostující       | hostující       |
| John Morley / Ghost                                                                   | Jim Cummings | hostující       | Does not appear | Does not appear |
| Jefferson Davis / Swarm                                                               | Alex Désert | hostující       | Does not appear | hostující       |
| Randall „Randy“ Macklin / Blizzard                                                    | Trevor Devall | hostující       | Does not appear | Does not appear |
| Paladin                                                                               | Trevor Devall | Does not appear | hostující       | Does not appear |
| Felicia Hardyová / Black Cat                                                          | Grey Griffin | hostující       | hostující       | Does not appear |
| Joseph „Robbie“ Robertson                                                             | Ernie Hudson | hostující       | Does not appear | Does not appear |
| Randolph „Randy“ Robertson                                                            | Zeno Robinson | hostující       | Does not appear | Does not appear |
| Sal Salerno                                                                           | Sean Schemmel | hostující       | Does not appear | Does not appear |
| Anthony Edward „Tony“ Stark / Iron Man / Venomizovaný Iron Man                        | Mick Wingert | hostující       | hostující       | vedlejší        |
| kameraman Stan                                                                        | Stan Lee | hostující       | hostující       | Does not appear |
| Natalja Aljanovna „Nataša“ Romanovová / Natasha Romanoff / Black Widow                | Laura Bailey | hostující       | hostující       | hostující       |
| Galina Nemirovsky / Crimson Dynamo                                                    | Laura Bailey | hostující       | Does not appear | Does not appear |
| Tully                                                                                 | Laura Bailey | Does not appear | hostující       | hostující       |
| Kamala Khanová / Ms. Marvel                                                           | Kathreen Khavari | Does not appear | vedlejší        | hostující       |
| Shannon Stillwell                                                                     | Kathreen Khavari | Does not appear | hostující       | Does not appear |
| Steven Grant „Steve“ Rogers / Captain America / Venomizovaný Captain America          | Roger Craig Smith | Does not appear | vedlejší        | hostující       |
| Caroline Susan Jane „Carol“ Danversová / Captain Marvel / Venomizovaná Captain Marvel | Grey DeLisle | Does not appear | hostující       | hostující       |
| Monica Rappaccini / Scientist Supreme                                                 | Grey DeLisle | Does not appear | hostující       | hostující       |
| Arnim Zola                                                                            | Mark Hamill | hostující       | Does not appear | Does not appear |
| Edward Charles Allan „Eddie“ Brock / Venom                                            | Ben Pronsky | Does not appear | vedlejší        | Does not appear |
| Phineas Mason / Tinkerer                                                              | Aaron Abrams | Does not appear | vedlejší        | hostující       |
| Ross Caliban                                                                          | Jeremy Shada | Does not appear | hostující       | Does not appear |
| Silver Sablinova / Silver Sable                                                       | April Stewart | Does not appear | hostující       | Does not appear |
| policejní náčelnice Yuriko „Yuri“ Watanabe                                            | Sumalee Montano | Does not appear | vedlejší        | Does not appear |
| Tyrone Johnson / Cloak / Venomizovaný Cloak                                           | Aubrey Joseph | Does not appear | hostující       | hostující       |
| Tandy Bowenová / Dagger / Venomizovaná Dagger                                         | Olivia Holt | Does not appear | hostující       | hostující       |
| Anna Maria Marconi                                                                    | Katrina Kemp | Does not appear | vedlejší        | Does not appear |
| M.O.D.O.K.                                                                            | Charlie Adler | Does not appear | hostující       | hostující       |
| Torbert Octavius                                                                      | Charlie Adler | Does not appear | hostující       | Does not appear |
| Barkley Blitz                                                                         | Ogie Banks | Does not appear | vedlejší        | Does not appear |
| Abraham Brown                                                                         | Ogie Banks | Does not appear | hostující       | Does not appear |
| Hobert „Hobie“ Brown / Prowler                                                        | Nathaniel J. Potvin | Does not appear | hostující       | Does not appear |
| Silvio Manfredi / Silvermane                                                          | Nolan North | Does not appear | hostující       | hostující       |
| Francine Frye / Electro                                                               | Daisy Lightfoot | Does not appear | vedlejší        | Does not appear |
| Augustus Roman / Regent                                                               | Imari Williams | Does not appear | hostující       | Does not appear |
| Molten Man                                                                            | Imari Williams | Does not appear | hostující       | Does not appear |
| doktor Joseph Rockwell                                                                | Eric Lopez | Does not appear | hostující       | Does not appear |
| Martin Li / Mister Negative                                                           | Eric Bauza | Does not appear | hostující       | Does not appear |
| Tiberius Stone                                                                        | Jonathan Brooks | Does not appear | hostující       | Does not appear |
| Carolyn Trainer / Lady Octopus                                                        | Kari Wahlgren | Does not appear | hostující       | Does not appear |
| Jalome Beacher / Slyde                                                                | Phil LaMarr | Does not appear | hostující       | Does not appear |
| Quentin Beck / Mysterio                                                               | Crispin Freeman | Does not appear | hostující       | Does not appear |
| doktor Jonathan Ohnn / Spot                                                           | Crispin Freeman | Does not appear | hostující       | Does not appear |
| Dmitri Anatoly Nikolayevich Smerdyakov / Chameleon                                    | Patton Oswalt Robbie Daymond (Spider-Man) Roger Craig Smith (Captain America) Sumalee Montano (Yuri Watanabe) Bob Joles (J. Johah Jameson) Valenzia Algarin (Maria Corazonová / Tarantula) | Does not appear | hostující       | hostující       |
| Jack O'Lantern                                                                        | Booboo Stewart | Does not appear | hostující       | Does not appear |
| Allan Beemont                                                                         | Chris Edgerly | Does not appear | hostující       | Does not appear |
| Hippo                                                                                 | Zack Shada | Does not appear | hostující       | Does not appear |
| Panda-Mania                                                                           | Teala Dunn | Does not appear | hostující       | Does not appear |
| Mary Jane „MJ“ Watsonová                                                              | Felicia Day | Does not appear | Does not appear | vedlejší        |
| Peter Jason Quill / Star-Lord                                                         | Will Friedle | Does not appear | Does not appear | hostující       |
| Groot / Venomizovaný Groot / Anti-Venom Groot                                         | Connor Andrade | Does not appear | Does not appear | hostující       |
| hlavní správkyně                                                                      | Yvette Nicole Brown | Does not appear | Does not appear | hostující       |
| Riri Williamsová / Ironheart / Venomizovaná Ironheart                                 | Sofia Wylie | Does not appear | Does not appear | hostující       |
| symbiont Scream (†)                                                                   | Meg Donnelly | Does not appear | Does not appear | hostující       |
| symbiont Scorn (†)                                                                    | Kylee Russell | Does not appear | Does not appear | hostující       |
| symbiont Mania (†)                                                                    | Carla Jeffery | Does not appear | Does not appear | hostující       |
| doktor Stephen Vincent Strange / Doctor Strange / Venomizovaný Doctor Strange         | Liam O'Brien | Does not appear | Does not appear | hostující       |
| Baron Karl Amadeus Mordo / Baron Mordo                                                | Leonard Roberts | Does not appear | Does not appear | hostující       |
| Amadeus Cho / Totally Awesome Hulk / Venomizovaný Totally Awesome Hulk                | Ki Hong Lee | Does not appear | Does not appear | hostující       |
| Marc Spector / Moon Knight                                                            | Peter Giles | Does not appear | Does not appear | hostující       |
| Maria Corazonová                                                                      | Valenzia Algarin | Does not appear | Does not appear | hostující       |

## Řady a díly
| Řada    | Díly | Premiéra v USA  | Premiéra v USA    | Premiéra v ČR   | Premiéra v ČR     |
| Řada    | Díly | První díl       | Poslední díl      | První díl       | Poslední díl      |
| ------- | ---- | --------------- | ----------------- | --------------- | ----------------- |
| Kraťasy | 6    | 28. června 2017 | 29. července 2017 | 16. září 2017   | 16. září 2017     |
| 1       | 25   | 19. srpna 2017  | 18. února 2018    | 16. září 2017   | 27. července 2018 |
| 2       | 26   | 18. června 2018 | 1. prosince 2019  | nebylo vysíláno | nebylo vysíláno   |
| 3       | 6    | 19. dubna 2020  | 25. října 2020    | nebylo vysíláno | nebylo vysíláno   |

### Crossovery
- V seriálu Guardians of the Galaxy: Mission Breakout, Spider-Man hostuje v dílech „Back in the New York Groove“ a „Drive My Carnage“, a společně s Maxem Modellem a Venomem se také objevil se v pozdější epizodě.
- V seriálu Avengers: Black Panther's Quest Lovec Kraven hostuje v epizodě „T'Challa Royale“ a Spider-Man s Vulturem později v epizodě „The Vibranium Curtain, Part 2“.

## Produkce

### Výroba
Seriál byl oznámen v říjnu 2016 Cortem Lanem, senior viceprezidentem Marvel Animation, jakožto náhrada za seriál Dokonalý Spiderman, který skončil na začátku ledna 2017. Seriál měl premiéru 19. srpna 2017 na stanici Disney XD.

### Štáb
- Amanda Goodbread – kástingová režisérka[19]
- Philip Pignotti – vedoucí režisér[19]
- Kevin Shinick – dramaturgie[19]
- Collette Sunderman – ADR dabingová režisérka (první řada), dabingová režisérka (druhá řada)
- Kris Zimmerman-Salter – dabingová režisérka (první řada)